# Megarhyssa insulana
Megarhyssa insulana är en stekelart som beskrevs av Kamath och Gupta 1972. Megarhyssa insulana ingår i släktet Megarhyssa och familjen brokparasitsteklar. Inga underarter finns listade i Catalogue of Life.